# Memento mori (Секретные материалы)
«Memento mori» — 14-й эпизод 4-го сезона сериала «Секретные материалы». Премьера состоялась 9 февраля 1997 года на телеканале FOX. Эпизод позволяет более подробно раскрыть так называемую «мифологию сериала», заданную в пилотной серии Режиссёр — Роб Боумэн, авторы сценария — Крис Картер, Джон Шибан, Винс Гиллиган, Фрэнк Спотниц, приглашённые звёзды — Митч Пиледжи, Шейла Ларкен, Дэвид Ловгрен.
В США серия получила рейтинг домохозяйств Нильсена, равный 15,5, который означает, что в день выхода серию посмотрели 19,1 миллиона человек.
Главные герои серии — Фокс Малдер (Дэвид Духовны) и Дана Скалли (Джиллиан Андерсон), агенты ФБР, расследующие сложно поддающиеся научному объяснению преступления, называемые Секретными материалами.

## Сюжет
В данном эпизоде Малдер расследует события похищения Скалли, после того как у неё обнаруживают рак, на что указал ещё Леонард Беттс. Малдер прибывает в сообщество похищенных женщин и узнает, что все они лечились в одном гинекологическом центре, но были поголовно бесплодны. Проникнув в тайную правительственную клинику, где работает лечащий врач Скалли, Малдер встречает клонов помощника в сообществе Кроуфорда, которые показывают ему оплодотворенную яйцеклетку Скалли, которая является биологической матерью одного из клонов.